# Redenção da Serra (kommun)
Redenção da Serra är en kommun i Brasilien.   Den ligger i delstaten São Paulo, i den sydöstra delen av landet, 900 km söder om huvudstaden Brasília. Antalet invånare är 3 879.
Följande samhällen finns i Redenção da Serra:
- Redenção da Serra

I omgivningarna runt Redenção da Serra växer huvudsakligen savannskog. Runt Redenção da Serra är det glesbefolkat, med 9 invånare per kvadratkilometer.